# Петровский (Кемеровский городской округ)
Петровский — упразднённый посёлок находившийся в административном подчинении поселка Промышленновский Кемеровского городского округа Кемеровской области. Исключен из учётных данных в 2001 году.

## География
Посёлок располагался на реке Осиновка (приток реки Большая Промышленная), у железнодорожной станции Притомье на линии Барзас — Топки Западно-Сибирской железной дороги, на расстоянии примерно 2 км по прямой к юго-западу от поселка Промышленновский.

## История
В 1948 году в близи посёлка Петровка была начата разработка новой шахты, которая по названию близлежащего посёлка получила «Петровка». Однако с оформлением дополнительного горного отвода в и введением его в эксплуатацию в 1961-м шахта была переименована в «Лапичевскую». В 1998 году шахта была закрыта и затоплена.
В сентябре 2018 депутаты Кемеровского городского Совета приняли решение создать особо охраняемую территорию «Природный комплекс Петровский» на месте затопленных шахт и карьеров шахты Лапичевская.